# Douentza
Douentza is een stad (commune urbaine) en gemeente (commune) in de regio Mopti in Mali. De gemeente telt 24.000 inwoners (2009).